# Joep Lange
Pour les articles homonymes, voir Lange.
Joseph Marie Albert Lange dit Joep Lange, né le 25 septembre 1954 à Nieuwenhagen (Pays-Bas), mort à Hrabove, (Oblast de Donetsk, Ukraine) le 17 juillet 2014 dans le crash du Vol 17 Malaysia Airlines, est un chercheur néerlandais spécialisé dans le traitement du VIH / sida.
Il préside l'International AIDS Society de 2002 à 2004. Il est aussi un membre fondateur de la Fondation PharmAccess (en), qu'il administre jusqu'à son décès.

## Biographie
De 1992 à 1995, il est chef de la recherche clinique et du développement des médicaments contre le sida au sein du programme mondial de l'Organisation mondiale de la santé (OMS).
De 2002 à 2004, il préside la Société internationale du sida (IAS).
Il compte à son actif plus de 350 publications scientifiques. Il s'est battu notamment pour que les traitements soient accessibles dans les pays du Sud, pour la prévention de la transmission du VIH de la mère à l'enfant,. « Si on est capable d'avoir du Coca-Cola frais ou de la bière partout en Afrique, pourquoi en serait-il différemment pour les médicaments ? » interroge-il en 2002.
Directeur du département de santé mondiale à l'université d'Amsterdam, il meurt dans le crash du Vol 17 Malaysia Airlines alors qu'il se rend à la 20e conférence internationale sur le SIDA, à Melbourne, en Australie. Sa compagne, Jacqueline Van Tongeren, figure également au nombre des victimes de ce crash.